# Playa Girón
Playa Girón ist ein kleiner Ort an der Südküste Kubas in der Schweinebucht. Er entstand in früheren Jahrhunderten als Fischerdorf.

## Geschichte und Kurzbeschreibung
Das an den Strand (spanisch playa) grenzende Dorf wurde nach dem französischen Piraten Gilberto Giron benannt, der vermutlich um 1605 die Gegend eroberte.
Nahe Playa Girón landeten im April 1961 während ihrer Invasion in der Schweinebucht von den USA ausgerüstete und unterstützte Exilkubaner. Einige Ausrüstungsgegenstände und umfangreiche Informationen zum Kampf sind im Museum Playa Girón ausgestellt. Playa Girón verfügt über eine kleine Flugzeuglandepiste.
In den 1970er Jahren veranstaltete die kubanische Regierung einen weltweiten Architektenwettbewerb für Wohn- und Geschäftsbauten im Ort. Unter anderem beteiligte sich der deutsche Architekt Dieter Bankert mit Entwürfen.

## Playa Girón in der Musik
Der kubanische Liedermacher Silvio Rodríguez komponierte einen Titel mit Namen Playa Girón, gewidmet den Fischern eines gleichnamigen Bootes von 1969 bis 1970. Es erschien auf seinem Album Días y Flores 1975. Sein Titel Preludio Girón behandelt die Invasion in der Schweinebucht.